# パレルミーティ
パレルミーティ（イタリア語: Palermiti）は、イタリア共和国カラブリア州カタンザーロ県にある、人口約1,200人の基礎自治体（コムーネ）。

## 地理

### 位置・広がり

#### 隣接コムーネ
隣接するコムーネは以下の通り。
- チェントラケ
- ガスペリーナ
- モンタウロ
- モンテパオーネ
- スクイッラーチェ
- ヴァッレフィオリータ